# Aconitum korshinskyi
Aconitum korshinskyi är en ranunkelväxtart som beskrevs av N. N. Tzvelev. Aconitum korshinskyi ingår i släktet stormhattar, och familjen ranunkelväxter. Inga underarter finns listade i Catalogue of Life.